# 24 жовтня
24 жовтня — 297-й день року (298-й у високосні роки) у григоріанському календарі. До кінця року залишається 68 днів.

## Свята і пам'ятні дні

### Міжнародні
- ООН: Міжнародний день ООН
- ООН: Всесвітній день інформації про розвиток (англ. World Development Information Day)
- ООН: Всесвітній день боротьби з поліомієлітом. (проходить під егідою ООН)
- Міжнародний день дій на захист клімату. (2009)

### Національні
- Замбія: Національне свято Республіки Замбія. День Незалежності (1964)
- Киргизстан: День працівників стандартизації та метрології.
- Єгипет: День суецької перемоги.
- США: Свято добра і достатку.

### Релігійні
Православ'я:
- Мученика Арефи і з ним 4299 мучеників.
- Преподобних Арефи, Сисоя і Феофіла, затворників Києво-Печерських, в Ближніх печерах.
- Блаженного Єлезвоя, царя Ефіопського.
- Мучениці Синклитикії та двох дочок її.
- Святителя Афанасія, патріарха Царгородського.

## Події
- 1648 — Вестфальський мир, закінчилася Тридцятирічна війна (1618–1648) в Європі.
- 1857 — у Шеффілді (Велика Британія) заснований перший у світі футбольний клуб.
- 1861 — президент США Авраам Лінкольн одержав телеграфне повідомлення з Каліфорнії — це було перше трансконтинентальне телеграфне повідомлення в історії.
- 1874 — у Львові засновано Крайову школу лісового господарства.
- 1901 — 43-літня вдова Анна Тейлор стала першою людиною, яка успішно спустилася вниз по Ніагарському водоспаду в бочці.
- 1929 — Чорний четвер і початок Великої депресії.
- 1939 — вперше в продаж надійшли нейлонові панчохи — у Вілмінгтоні, штат Делавер.
- 1941 — німецька армія увійшла до Харкова.
- 1945 — урочисто відкрито Організацію Об'єднаних Націй.
- 1949 — перверзійне вбивство письменника Ярослава Галана.
- 1952 — Дуайт Ейзенхауер оголосив війну в Кореї «хрестовим походом проти комунізму».
- 1956 — в Угорщину для придушення революції введено радянські війська.
- 1960 — на стартовому майданчику космодрому Байконур за півгодини до першого пуску вибухнула ракета Р-16 конструктора Михайла Янгеля. За різними даними, внаслідок аварії загинули від 74 до 126 осіб, це найбільша катастрофа в історії ракетної техніки.
- 1963 — на космодромі Байконур вибухнула ракета МБР Р-9А конструктора Корольова. Загинуло 8 людей. Вибух ракети в цей день став другим за три роки, після чого 24 жовтня вважають чорним днем космонавтики.
- 1964 — на території колишньої Північної Родезії проголошена незалежність Замбії.
- 1969 — американський актор Ричард Бартон подарував своїй дружині Елізабет Тейлор діамант вагою майже 69,5 карата й вартістю понад 1 мільйон доларів.
- 1975 — у Великій Британії та США вийшла платівка Джона Леннона «Shaved Fish».
- 1986 — у Лондоні відкритий найбільший у світі магазин грамплатівок.
- 1990 — законом УРСР «Про зміни і доповнення до Конституції (Основного Закону)» скасована ст. 6 про керівну роль Комуністичної партії.
- 1991 — Верховна Рада проголосила без'ядерний статус України.
- 1993 — у соборі Святої Софії в Києві здійснено інтронізацію Володимира Романюка, обраного Патріархом Київським і всієї Руси-України.
- 1999 — у Рогатині відкрито пам'ятник землячці Роксолані, коханій дружині османського султана Сулеймана I Пишного.
- 2005 — у Києві Фонд держмайна провів повторний аукціон з продажу «Криворіжсталі»: новим власником заводу стала компанія «Міттал Стіл».

## Народились
Дивись також Категорія:Народились 24 жовтня
- 1435 — Андреа делла Роббіа, флорентійський скульптор, найбільший майстер поліхромної глазурованої теракоти (майоліки).
- 1632 — Антоні Ван Левенгук, нідерландський натураліст, фундатор мікроскопії.
- 1668 — Петр Ян Брандль, чеський живописець, представник пізнього бароко.
- 1734 — Анна Гельді (страчена у 1782), остання жінка у Швейцарії та Європі, яку звинуватили у відьомстві.
- 1804 — Вільгельм Едуард Вебер, німецький фізик, творець першого телеграфу.
- 1843 — Генріх Семирадський, український і польський художник, представник пізнього академізму.
- 1867 — Микола Біляшівський, український етнограф, громадсько-політичний діяч.
- 1882 — Імре Кальман, угорський композитор, автор оперет «Сильва», «Баядера», «Принцеса цирку».
- 1911 — Сонні Террі (справжнє ім'я Сондерс Террелл), американський блюзовий музикант (пом. 1986).
- 1927 — Жильбер Беко, французький співак, композитор, піаніст та актор.
- 1936 — Білл Ваймен, бас-гітарист британської групи The Rolling Stones.
- 1944 — Мартін Кемпбелл, новозеландський кінорежисер.
- 1946 — Роббі ван Лівен, лідер нідерландського гурту «Shocking Blue».
- 1947 — Кевін Клайн, американський актор, лауреат «Оскара» («Французький поцілунок», «Чаплін»).
- 1955 — Олександр Міхнушев, український художник, ілюстратор.
- 1979 — Костянтин Касянчук, український хокеїст.
- 1985 — Вейн Руні, англійський футболіст.
- 1988 — Юлія Каліна, українська важкоатлетка, бронзова призерка Олімпійських ігор.
- 1993 — Даниїл Сафонов, офіцер патрульної поліції України, учасник російсько-української війни. Герой України.
- 1998 — Грейс Мартин Тандон, американська поп-співачка, автор-виконавець.

## Померли

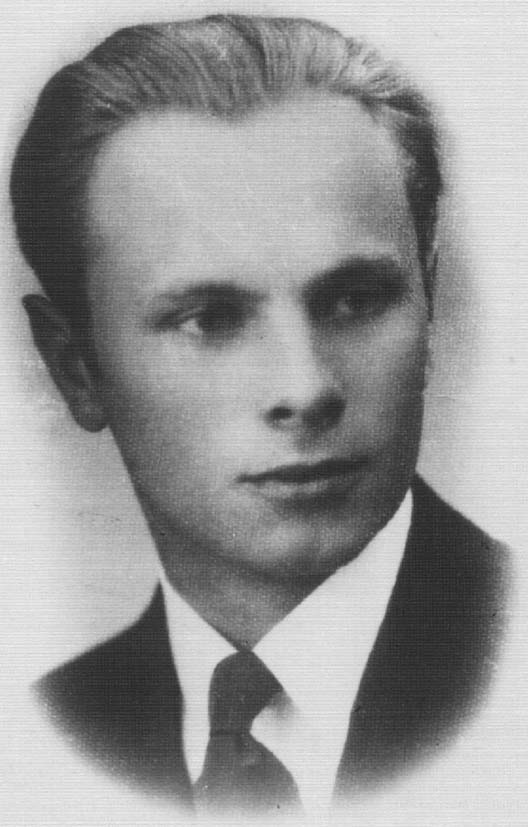
Петро Дужий

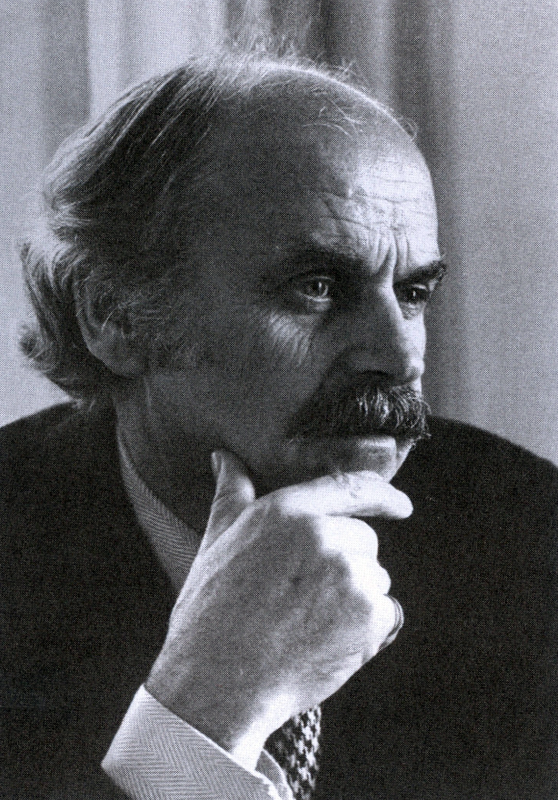
Богдан Гаврилишин

Дивись також Категорія:Померли 24 жовтня
- 1271 — Ельжбета Угорська, баварська герцогиня.
- 1601 — Тихо Браге, данський астроном, астролог і алхімік.
- 1725 — Алессандро Скарлатті, італійський композитор, родоначальник неаполітанської оперної школи; батько композиторів Доменіко Скарлатті та П'єтро Філіппо Скарлатті.
- 1902 — Владислав Заремба, український композитор, піаніст і педагог. Батько композитора та диригента Сигізмунда Заремби.
- 1936 — Іван Бурячок, український художник театру, живописець, графік. Головний художник театру М. Садовського в Києві.
- 1938 — Ернст Барлах, німецький скульптор, графік, письменник, представник експресіонізму.
- 1944 — Луї Рено, французький підприємець, винахідник, один із засновників автомобільної компанії Рено.
- 1948 — Франц Легар, угорський композитор, видатний майстер віденської оперети.
- 1957 — Крістіан Діор, французький модельєр одягу, засновник модного дому Christian Dior.
- 1958 — Джордж Мур, англійський філософ, один з родоначальників аналітичної традиції в філософії.
- 1974 — Давид Ойстрах, радянський скрипаль, диригент і педагог. Батько Ігоря Ойстраха.
- 1985 — Ласло Біро, журналіст і винахідник сучасної кулькової ручки (1931).
- 1997 — Петро Дужий, український письменник, з 1944 року референт пропаганди УПА, почесний громадянин міста Львова (*7 червня 1916).
- 2005 — Роза Паркс, американська громадська діячка.
- 2009 — Євченко Касян, український музикант, майстер народних інструментів, керівник ансамблів «Гук», «Гучок» та «Гученя», соліст Національного заслуженого народного хору України ім. Григорія Верьовки.
- 2011 — Джон Маккарті, американський інформатик та дослідник мислення, автор терміна «штучний інтелект», творець мови LISP.
- 2012 — Володимир Шевченко, український дресирувальник, генеральний директор та художній керівник Національного цирку України.
- 2016 — Богдан Гаврилишин, український, канадський і швейцарський економіст, громадський діяч, меценат, дійсний член Римського клубу.
- 2016 — Боббі Ві, вокаліст, гітарист, композитор, автор текстів.
- 2017 — Фетс Доміно, американський піаніст і вокаліст у стилі ритм-енд-блюз.